# عبد الله بن ياسين
عبد الله بن ياسين بن مكوك بن سير بن علي الجزولي (توفي في 24 جمادى الأولى 451 هـ / 7 يوليو 1059، كريفلة، الرماني) هو داعية ومجاهد مالكي سوسي، من زعماء الإصلاح الإسلامي، جدد الإسلام بإفريقيا، ووضع الأسس الأولى لدولة المرابطين في المغرب الأقصى.

## نشأته
ولد عبد الله في أوائل القرن الخامس الهجري من أب ملثم صنهاجي يدعى مكوك بن مسير بن علي في تخوم صحراء سوس بالمغرب، في منطقة تتبع اليوم إقليم طاطا، وبالضبط من تمنارت.
درس عند وجاج بن زلو اللمطي، وهو فقيه مغربي تتلمذ على يد أبي عمران الفاسي، وكان لوجاج رباط بناه للعلم والخير، وسماها دار المرابطين . رحل ابن ياسين بعدها إلى الأندلس، وهي في عهد ملوك الطوائف، وأقام بقرطبة سبع سنين، واجتهد في تحصيل العلوم الإسلامية، فأصبح من خيرة طلاب الفقيه وجاج.
بعث أبي عمران الفاسي بشيخ قبيلة جدالة، يحيى بن إبراهيم، إلى رباط وجاج بعدوة المغرب يطلب منه أن يزوده بفقيه يجدد الإسلام لأهل جدالة وصنهاجة. ووقع الاختيار على ابن ياسين ليرحل مع يحيي ابن إبراهيم إلي قبيلته في الصحراء ويجدد لهم الدين.

### تجديد الإسلام بإفريقيا
بدأ عبد الله بن ياسين رحلته الدعوية بنصيحة وإرشاد القبائل اتباع العقيدة الإسلامية السليمة، بدأ عبد الله بن ياسين دعوته في شرح الإسلام للناس وشرح عقائدهم، وبيان فضل الإسلام، ورغم قبولهم الصلاة والزكاة، رفضوا بعض أحكام الإسلام في القصاص في القتل والسرقة والزنا. واستجاب الناس لدعوة عبد الله بن ياسين إلا أنهم سرعان ما أجهضوها، وقالوا أما الصلاة والزكاة فقريب، وأما قولك من قتل يقتل، ومن سرق يقطع، ومن زنا يجلد، فلا نلتزمه، فاذهب إلى غيرنا، وهددوه بالموت إن لم يترك البلاد.

### تأسيس الرابطة
لما رأى عبد الله بن ياسين إعراض الناس أراد الرحيل عنهم إلى بلاد السودان، فلم يتركه يحيى بن إبراهيم الجدالي، ونصحه بالبقاء، فدخلوا أرضا ومعهما سبعة نفر من جدالة، وجعلوا منها رابطة. اختلف المؤرخون في تحديد مكان هذا الرباط، والغالب أنه كان على مصب نهر السينغال حيث توجد بعرضه جزر صغرى أقاموا رابطهم بإحداها. انتشر خبرها بين الناس فكثر الوارد عليهم، حتى اجتمع له من تلاميذه نحو ألف رجل من صنهاجة، فسماهم المرابطين، للزومهم رابطتهم. وظل على ذلك حتى صارت دعوته من الدعوة الفردية القليلة الأنصار إلى جماعة كبيرة بلغ تعدادها في بادئ الأمر ألف رجل فبدأ عبد الله بن ياسين بتوجيه هؤلاء الرجال بالتوجه إلى قبائلهم ودعوتهم للإسلام، ومن هنا بدأت دعوته في الانتشار.

### تسليح الدعوة
خاض هؤلاء المرابطون عدة معارك ضد القبائل الصنهاجية التي ثارت ضد دعوتهم، كجدالة ولمتونة ومسوفة، واستمروا في محاربة الخارجين عليهم إلى أن سيطروا على بلاد الصحراء. وجمعوا مالًا كثيرًا من الزكاة والأعشار والأخماس وكانوا يصرفون به على طلبة بلاد المصامدة وقضاتها.
ولما توفي يحيى بن إبراهيم الكدالي جمع عبد الله بن ياسين، رؤساء القبائل من صنهاجة، فقدم عليهم يحيى بن عمر اللمثوني، وأمره عليهم، لكن عبد الله بن ياسين، حسب قول ابن أبي زرع بقي الأمير على الحقيقة؛ حيث بقيت السلطة الدينية لعبد الله بن ياسين، والسلطة السياسية لأمراء صنهاجة كما يفسر بعض المؤرخين، ويذهب آخرون إلى وجود حركة مرابطية منظمة على أكثر من صعيد لعل أولها لجوء عبد الله بن ياسين، وقاعدته البشرية الصنهاجية إلى محاربة الجيوب المذهبية المضادة للمذهب المالكي.

## زحف الداعية على المغرب

### دخوله سجلماسة
بسبب قوة مملكة غانة في بداية القرن الخامس الهجري، لم يستطع الصنهاجيون مواجهتها. مما جعل المرابطين يتراجعون إلى الشمال واستغلوا اضطراب الأحوال السياسية ودخلوا إلى سجلماسة، باعتبارها قاعدة أساسية في المسلك التجاري الذي يربطها بأودغشت في الجنوب.
وكان قد سبق أن كتب إلى ابن ياسين فقهاء من سجلماسة، يرغبونه في الوصول إليهم لمساعدتهم على القضاء على البدع وإقامة العدل وإظهار السنة وتخليصهم من زناتة المغراويين، وزعيمهم مسعود بن وانودين.
فزحف جيش المرابطين ونزلوا بوادي درعة، وكانت أخبارهم قد وصلت إلى مسعود، فأعد جيشا قوامه أكثر من عشرة آلاف للقاء المرابطين، لكن لم يصمدوا وقتل أميرهم مسعود، وعاد من تبقى منهم إلى سجلماسة ليحصنوا أنفسهم بالمدينة، لكن المرابطين لم يتركوهم بل انقضوا عليهم بالسيوف حتى هزموهم. وترك عبد الله حامية في سجلماسة واتجه إلى الصحراء للقضاء على ثورة الزنوج. واستغل المغراويون الفرصة وانقضوا على حامية سجلماسة وقتلوها عن آخرها، الأمر الذي أغضب عبد الله ورجع وقضى عليها جميعا، وثبَت أقدام جيشه.
أمر عبد الله بإزالة ما يخالف الشريعة، والضرائب الجائرة، وحرق الديار التي تبيع الخمور وأمر بتوزيع الأخماس على المرابطين وفقهاء البلاد وتطبيق أحكام الدين، واختار عاملا من قبيلة لمتونة لحكم سجلماسة. وفي سنة 484 هـ أخذ عبد الله يستعد لغزو بلاد السوس، فغزى بلاد جزولة وماسة وضمها للمرابطين، ثم قصد عاصمة السوس مدينة تارودانت التي كانت بها طائفة من الشيعة يقال لها البجلية نسبة إلى مؤسسها عبد اللّه البجلي، الذين قدموا إلى سوس زمن حكم الفاطميين بالمغرب.

### أغمات
اتجه إلى أغمات وتتبع من تبقى من فلول البرغواطيين، لكن حاصره البرغواطيون بالمدينة، إلا أنه استطاع أن يخرج من هذا الحصار واتجه صوب تادلا. وتابع المرابطون الزحف حتى تمكنوا من القضاء على الإمارات الزناتية في إقليم الجنوب في أوائل سنة 450 هـ واتخذوا من مدينة أغمات معسكرا لجيوشهم. وسيطروا على فازار، ولوانه، ومكناسة. فقررت قبائل المصامدة الانضمام إلى المرابطين وأعلنوا الاتحاد معهم، فقوى ذلك شوكة المرابطين، وبذلك استطاع عبد الله الاستيلاء على إقليم سوس الأقصى وشفشاوة حتى وادي تانسيفت، وبسطوا الدعوة في أقاليم مراكش.

### محاربة برغواطة
بعد العمل الفكري والسياسي والاستراتيجي الذي قام به عبد الله بن ياسين لإعادة ربط الصلة بين شمال المغرب الأقصى والعمق الصحراوي، ثقافيا واقتصاديا وسياسيا، تفرغ لشن حملات شرسة بين تادلة وتامسنا؛ لمحاربة التجمع القبلي للبرغواطيين الذين كانوا يشكلون لدعوته خصوما سياسيين أشداء إيديولوجيا، واقتصاديا. وكان يشاع أنهم يبيحون التزوج بأكثر من أربع نسوة، ويتعاملون بالسحر، ويحرمون أكل رأس البهائم، وأكل الدجاج. وكان مجالهم الحيوي يمتد من مصب نهر أبي رقراق شمالا إلى مصب نهر أم الربيع جنوبا، وكانت لهم قاعدة بشالة، وامتدت في منطقة تادلة ومنطقة دكالة.
وكان هذا الصراع مصيريا لعبد الله بن ياسين، حيث لقى مصرعه فيه سنة 451 هـ ودفن بكريفلة، بين الرباط والرماني، ولا زال إلى اليوم يعرف مزاره باسم سيدي عبد الله «مول الغارة» تخليدا لرسالته.

## معلومات
1. ↑  قبيلة صنهاجة قبيلة كبيرة من قبائل البربر بصحراء موريتانيا، وكانت قبيلتي جدالة و لمتونة أكبر فرعين في صنهاجة.
2. ↑  الرباط يجمع على ربط وأربطة، أخذه المسلمون من قول الله تعالى:{يأيها الذين آمنوا اصبروا وصابروا ورابطوا واتقوا الله لعلكم تفلحون}. والربط هي أبنية كانت تملأ بالرجال والمعدات والخيول لملاقاة العدو الذي يحاول أن يغير على ثغور البلاد.

ومعنى المرابطين: الأتقياء، المجاهدون في سبيل الله، وهذا اللفظ مأخوذ من الرباط وهو حراسة الحدود حيث يذهب المخلصون للدين لصد الأعداء.